# Fujiwara no Nobuyori
Fujiwara no Nobuyori (藤原信頼) (mort en 1160) a été un des principaux alliés de Minamoto no Yoshitomo lors de la rébellion de Heiji en 1159. Faisant partie du puissant clan Fujiwara il était en bonne position pour devenir régent, place qu'il obtint durant la rébellion de Heiji. 
Amant de l'empereur Go-Shirakawa, il se rebella contre lui lors de la rébellion mentionnée ci-dessus ; en conséquence, il fut décapité.